# SM Tb 98 M
SM Tb 98 M – austro-węgierski torpedowiec z okresu I wojny światowej typu Tb 98 M. Od 1920 roku służył w składzie floty greckiej jako Kyzikos. Samozatopiony 25 kwietnia 1941 roku.

## Historia służby
SM Tb (Torpedowiec Jego Cesarskiej Mości) 98 M był pierwszym okrętem swojego typu i wszedł do służby w c.k. marynarce Austro-Węgier 19 sierpnia 1915 roku. 21 maja 1917 roku nazwę skrócono do SM Tb 99.
Tb 98 służył bojowo podczas I wojny światowej. Między innymi, 13 czerwca 1918 roku holował do bazy łódź latającą K-210, która przymusowo wodowała i podczas tego rejsu został zbombardowany przez włoskie samoloty, które uszkodziły mu lewą turbinę (holowanie zostało przejęte przez Tb 84).
Tb 98 przetrwał wojnę, po czym w 1920 roku został sprzedany do Grecji (wraz z bliźniaczymi Tb 99M i 100M oraz Tb 92F, 94F i 95F zbliżonego typu). Po wcieleniu do marynarki greckiej otrzymał nazwę „Kyzikos”.
Po ataku Niemiec na Grecję, „Kyzikos” został samozatopiony przez załogę 25 kwietnia 1941 roku podczas remontu w Stoczni Marynarki w Salaminie, w celu uchronienia przed zdobyciem przez Niemców (według innych źródeł 24 kwietnia).

## Opis
Tb 98 M wyposażony był w dwa kotły parowe typu Yarrow. Współpracowały one z dwoma turbinami parowymi Melms-Pfenniger. Okręt uzbrojony był początkowo w dwie armaty kalibru 66 mm L/30, pojedynczy karabin maszynowy Schwarzlose oraz dwie podwójne wyrzutnie torped kalibru 450 mm. Od 1917 roku rufową armatę 66 mm mocowano na okrętach tego typu na podstawie umożliwiającej prowadzenie ognia do celów powietrznych.
Na okrętach w greckiej służbie zamieniono uzbrojenie na jedną armatę 66 mm, jedno działko przeciwlotnicze 37 mm na rufie oraz dwie pojedyncze wyrzutnie torped 533 mm.